# Тур ATP Мастерс 1000
Тур ATP Мастерс 1000 (англ. ATP Tour Masters 1000) — это серия из девяти теннисных турниров, которые проводятся Ассоциацией теннисистов-профессионалов (ATP) в течение года по всему миру.
Категория является второй по престижности в мужском теннисе после Турниров Большого шлема.

## Общая информация
Серия была введена в 1990 году с созданием ATP тура. Её оригинальное название было Championship Series, Single Week. Затем, с 1996 по 1999 — Mercedes-Benz ATP Super 9; с 2000 по 2003 — Tennis Masters Series; с 2004 по 2008 — ATP Masters Series, в 2009—2018 годах — ATP World Tour Masters 1000.
За победу в турнире этой серии теннисист получает 1000 рейтинговых очков. Данный факт отражён и в названии категории.
Самым титулованным спортсменом на турнирах серии ATP Мастерс 1000 является Новак Джокович (40 побед).
Новак Джокович стал первым игроком, побеждавшим на всех 9 турнирах серии «Мастерс» в одиночном разряде в 2018 году, а также первым игроком в 2020 году, побеждавшим на каждом турнире серии "Мастерс" минимум два раза.

## Турниры

### Действующие турниры
В 2017 году в этой категории были представлены следующие турниры

### Прошлые турниры
| Турнир           | Спонсорское название   | Покрытие | Годы в серии | Количество лет в серии |
| Гамбург          | Masters Series Hamburg | Грунт    | 1990-2008    | 19                     |
| Эссен / Штутгарт | Eurocard Open          | Хард(i)  | 1995-2001    | 7                      |
| Стокгольм        | Stockholm Open         | Хард(i)  | 1990-94      | 5                      |

### ATP World Tour Masters 1000
|      | Индиан-Уэллс           | Майами                  | Монте-Карло               | Мадрид                   | Рим                    | Канада                       | Цинциннати             | Шанхай                    | Париж                   |
| ---- | ---------------------- | ----------------------- | ------------------------- | ------------------------ | ---------------------- | ---------------------------- | ---------------------- | ------------------------- | ----------------------- |
| 2025 | Джек Дрейпер (1/1)     | Якуб Меншик (1/1)       | Карлос Алькарас (6/7)     | Каспер Рууд (1/1)        | Карлос Алькарас (7/7)  | Бен Шелтон (1/1)             |                        |                           |                         |
| 2024 | Карлос Алькарас (5/7)  | Янник Синнер (2/4)      | Стефанос Циципас (3/3)    | Андрей Рублёв (2/2)      | Александр Зверев (6/7) | Алексей Попырин (1/1)        | Янник Синнер (3/4)     | Янник Синнер (4/4)        | Александр Зверев (7/7)  |
| 2023 | Карлос Алькарас (3/7)  | Даниил Медведев (5/6)   | Андрей Рублёв (1/2)       | Карлос Алькарас (4/7)    | Даниил Медведев (6/6)  | Янник Синнер (1/4)           | Новак Джокович (39/40) | Хуберт Хуркач (2/2)       | Новак Джокович (40/40)  |
| 2022 | Тейлор Фриц (1/1)      | Карлос Алькарас (1/7)   | Стефанос Циципас (2/3)    | Карлос Алькарас (2/7)    | Новак Джокович (38/40) | Пабло Карреньо - Буста (1/1) | Борна Чорич (1/1)      | не проводился             | Хольгер Руне (1/1)      |
| 2021 | Кэмерон Норри (1/1)    | Хуберт Хуркач (1/2)     | Стефанос Циципас (1/3)    | Александр Зверев (4/7)   | Рафаэль Надаль (36/36) | Даниил Медведев (4/6)        | Александр Зверев (5/7) | не проводился             | Новак Джокович (37/40)  |
| 2020 | не проводился          | не проводился           | не проводился             | не проводился            | Новак Джокович (35/40) | не проводился                | Новак Джокович (36/40) | не проводился             | Даниил Медведев (3/6)   |
| 2019 | Доминик Тим (1/1)      | Роджер Федерер (28/28)  | Фабио Фоньини (1/1)       | Новак Джокович (33/40)   | Рафаэль Надаль (34/36) | Рафаэль Надаль (35/36)       | Даниил Медведев (1/6)  | Даниил Медведев (2/6)     | Новак Джокович (34/40)  |
| 2018 | Х. М. Дель Потро (1/1) | Джон Изнер (1/1)        | Рафаэль Надаль (31/36)    | Александр Зверев (3/7)   | Рафаэль Надаль (32/36) | Рафаэль Надаль (33/36)       | Новак Джокович (31/40) | Новак Джокович (32/40)    | Карен Хачанов (1/1)     |
| 2017 | Роджер Федерер (25/28) | Роджер Федерер (26/28)  | Рафаэль Надаль(29/36)     | Рафаэль Надаль(30/36)    | Александр Зверев(1/7)  | Александр Зверев (2/7)       | Григор Димитров(1/1)   | Роджер Федерер (27/28)    | Джек Сок(1/1)           |
| 2016 | Новак Джокович (27/40) | Новак Джокович (28/40)  | Рафаэль Надаль(28/36)     | Новак Джокович (29/40)   | Энди Маррей(12/14)     | Новак Джокович(30/40)        | Марин Чилич (1/1)      | Энди Маррей (13/14)       | Энди Маррей(14/14)      |
| 2015 | Новак Джокович (21/40) | Новак Джокович (22/40)  | Новак Джокович (23/40)    | Энди Маррей(10/14)       | Новак Джокович(24/40)  | Энди Маррей (11/14)          | Роджер Федерер (24/28) | Новак Джокович (25/40)    | Новак Джокович(26/40)   |
| 2014 | Новак Джокович(17/40)  | Новак Джокович(18/40)   | Стэн Вавринка (1/1)       | Рафаэль Надаль(27/36)    | Новак Джокович (19/40) | Жо-Вильфрид Тсонга (2/2)     | Роджер Федерер (22/28) | Роджер Федерер (23/28)    | Новак Джокович (20/40)  |
| 2013 | Рафаэль Надаль(22/36)  | Энди Маррей (9/14)      | Новак Джокович (14/40)    | Рафаэль Надаль (23/36)   | Рафаэль Надаль (24/36) | Рафаэль Надаль(25/36)        | Рафаэль Надаль(26/36)  | Новак Джокович (15/40)    | Новак Джокович (16/40)  |
| 2012 | Роджер Федерер (19/28) | Новак Джокович(11/40)   | Рафаэль Надаль (20/36)    | Роджер Федерер (20/28)   | Рафаэль Надаль (21/36) | Новак Джокович (12/40)       | Роджер Федерер (21/28) | Новак Джокович(13/40)     | Давид Феррер(1/1)       |
| 2011 | Новак Джокович(6/40)   | Новак Джокович (7/40)   | Рафаэль Надаль (19/36)    | Новак Джокович (8/40)    | Новак Джокович (9/40)  | Новак Джокович(10/40)        | Энди Маррей (7/14)     | Энди Маррей(8/14)         | Роджер Федерер (18/28)  |
|      | Индиан-Уэллс           | Майами                  | Монте-Карло               | Рим                      | Мадрид                 | Канада                       | Цинциннати             | Шанхай                    | Париж                   |
| 2010 | Иван Любичич (1/1)     | Энди Роддик(5/5)        | Рафаэль Надаль (16/36)    | Рафаэль Надаль (17/36)   | Рафаэль Надаль (18/36) | Энди Маррей (5/14)           | Роджер Федерер (17/28) | Энди Маррей (6/14)        | Робин Сёдерлинг (1/1)   |
| 2009 | Рафаэль Надаль (13/36) | Энди Маррей (3/14)      | Рафаэль Надаль (14/36)    | Рафаэль Надаль(15/36)    | Роджер Федерер(15/28)  | Энди Маррей (4/14)           | Роджер Федерер (16/28) | Николай Давыденко (3/3)   | Новак Джокович(5/40)    |
|      | Индиан-Уэллс           | Майами                  | Монте-Карло               | Рим                      | Гамбург                | Канада                       | Цинциннати             | Мадрид                    | Париж                   |
| 2008 | Новак Джокович (3/40)  | Николай Давыденко (2/3) | Рафаэль Надаль(10/36)     | Новак Джокович (4/40)    | Рафаэль Надаль (11/36) | Рафаэль Надаль (12/36)       | Энди Маррей(1/14)      | Энди Маррей(2/14)         | Жо-Вильфрид Тсонга(1/2) |
| 2007 | Рафаэль Надаль (7/36)  | Новак Джокович(1/40)    | Рафаэль Надаль (8/36)     | Рафаэль Надаль (9/36)    | Роджер Федерер (13/28) | Новак Джокович(2/40)         | Роджер Федерер (14/28) | Давид Налбандян (1/2)     | Давид Налбандян (2/2)   |
| 2006 | Роджер Федерер (9/28)  | Роджер Федерер (10/28)  | Рафаэль Надаль (5/36)     | Рафаэль Надаль (6/36)    | Томми Робредо (1/1)    | Роджер Федерер(11/28)        | Энди Роддик (4/5)      | Роджер Федерер (12/28)    | Николай Давыденко (1/3) |
| 2005 | Роджер Федерер (5/28)  | Роджер Федерер (6/28)   | Рафаэль Надаль (1/36)     | Рафаэль Надаль (2/36)    | Роджер Федерер (7/28)  | Рафаэль Надаль (3/36)        | Роджер Федерер(8/28)   | Рафаэль Надаль (4/36)     | Томаш Бердых (1/1)      |
| 2004 | Роджер Федерер (2/28)  | Энди Роддик (3/5)       | Гильермо Кориа (2/2)      | Карлос Мойя (3/3)        | Роджер Федерер(3/28)   | Роджер Федерер (4/28)        | Андре Агасси (17/17)   | Марат Сафин(4/5)          | Марат Сафин(5/5)        |
|      | Индиан-Уэллс           | Майами                  | Монте-Карло               | Рим                      | Гамбург                | Канада                       | Цинциннати             | Мадрид                    | Париж                   |
| 2003 | Ллейтон Хьюитт (2/2)   | Андре Агасси(16/17)     | Хуан Карлос Ферреро (3/4) | Феликс Мантилья (1/1)    | Гильермо Кориа (1/2)   | Энди Роддик(1/5)             | Энди Роддик(2/5)       | Хуан Карлос Ферреро (4/4) | Тим Хенмен (1/1)        |
| 2002 | Ллейтон Хьюитт(1/2)    | Андре Агасси (13/17)    | Хуан Карлос Ферреро (2/4) | Андре Агасси(14/17)      | Роджер Федерер(1/28)   | Гильермо Каньяс(1/1)         | Карлос Мойя (2/3)      | Андре Агасси(15/17)       | Марат Сафин (3/5)       |
|      | Индиан-Уэллс           | Майами                  | Монте-Карло               | Рим                      | Гамбург                | Канада                       | Цинциннати             | Штутгарт                  | Париж                   |
| 2001 | Андре Агасси(11/17)    | Андре Агасси(12/17)     | Густаво Куэртен(4/5)      | Хуан Карлос Ферреро(1/4) | Альберт Портас (1/1)   | Андрей Павел (1/1)           | Густаво Куэртен (5/5)  | Томми Хаас(1/1)           | Себастьян Грожан (1/1)  |
| 2000 | Алекс Корретха(2/2)    | Пит Сампрас (11/11)     | Седрик Пьолин (1/1)       | Магнус Норман (1/1)      | Густаво Куэртен(3/5)   | Марат Сафин(1/5)             | Томас Энквист (3/3)    | Уэйн Феррейра(2/2)        | Марат Сафин (2/5)       |
| 1999 | Марк Филиппуссис (1/1) | Рихард Крайчек (2/2)    | Густаво Куэртен(1/5)      | Марсело Риос(5/5)        | Густаво Куэртен (2/5)  | Томас Юханссон(1/1)          | Пит Сампрас(10/11)     | Томас Энквист (2/3)       | Андре Агасси(10/17)     |
| 1998 | Марсело Риос(2/5)      | Марсело Риос(3/5)       | Карлос Мойя (1/3)         | Альберт Коста (1/1)      | Марсело Риос (4/5)     | Патрик Рафтер(1/2)           | Патрик Рафтер(2/2)     | Рихард Крайчек(1/2)       | Грег Руседски (1/1)     |
| 1997 | Майкл Чанг (7/7)       | Томас Мустер(8/8)       | Марсело Риос(1/5)         | Андрей Медведев (4/4)    | Алекс Корретха (1/2)   | Крис Вудрафф(1/1)            | Пит Сампрас(8/11)      | Петр Корда (1/1)          | Пит Сампрас (9/11)      |
| 1996 | Майкл Чанг (6/7)       | Андре Агасси(8/17)      | Томас Мустер (6/8)        | Роберто Карратеро (1/1)  | Томас Мустер (7/8)     | Уэйн Феррейра(1/2)           | Андре Агасси (9/17)    | Борис Беккер (5/5)        | Томас Энквист (1/3)     |
|      | Индиан-Уэллс           | Майами                  | Монте-Карло               | Гамбург                  | Рим                    | Канада                       | Цинциннати             | Эссен/Стокгольм           | Париж                   |
| 1995 | Пит Сампрас(6/11)      | Андре Агасси (5/17)     | Томас Мустер (3/8)        | Андрей Медведев (3/4)    | Томас Мустер(4/8)      | Андре Агасси (6/17)          | Андре Агасси(7/17)     | Томас Мустер (5/8)        | Пит Сампрас (7/11)      |
| 1994 | Пит Сампрас (3/11)     | Пит Сампрас (4/11)      | Андрей Медведев (1/4)     | Андрей Медведев (2/4)    | Пит Сампрас (5/11)     | Андре Агасси (3/17)          | Майкл Чанг (5/7)       | Борис Беккер (4/5)        | Андре Агасси (4/17)     |
| 1993 | Джим Курье (4/5)       | Пит Сампрас (2/11)      | Серхи Бругера (2/2)       | Михаэль Штих (1/2)       | Джим Курье (5/5)       | Микаэль Пернфорс (1/1)       | Майкл Чанг (4/7)       | Михаэль Штих (2/2)        | Горан Иванишевич (2/2)  |
| 1992 | Майкл Чанг (2/7)       | Майкл Чанг (3/7)        | Томас Мустер (2/8)        | Стефан Эдберг (4/4)      | Джим Курье (3/5)       | Андре Агасси (2/17)          | Пит Сампрас (1/11)     | Горан Иванишевич (1/2)    | Борис Беккер (3/5)      |
| 1991 | Джим Курье (1/5)       | Джим Курье (2/5)        | Серхи Бругера (1/2)       | Карел Новачек (1/1)      | Эмилио Санчес (1/1)    | Андрей Чесноков (2/2)        | Ги Форже (1/2)         | Борис Беккер (2/5)        | Ги Форже (2/2)          |
| 1990 | Стефан Эдберг (1/4)    | Андре Агасси (1/17)     | Андрей Чесноков (1/2)     | Хуан Агилера (1/1)       | Томас Мустер (1/8)     | Майкл Чанг (1/7)             | Стефан Эдберг (2/4)    | Борис Беккер (1/5)        | Стефан Эдберг (3/4)     |